# Алекс Кумбер
Алекс Кумбер  (англ. Alex Coomber, 28 грудня 1973) — британська , олімпійська медалістка.

## Виступи на Олімпіадах
| Олімпіада           | Дисципліна | Місце |
| ------------------- | ---------- | ----- |
| Солт-Лейк-Сіті 2002 | скелетон   | 3     |